# خط اویغوری

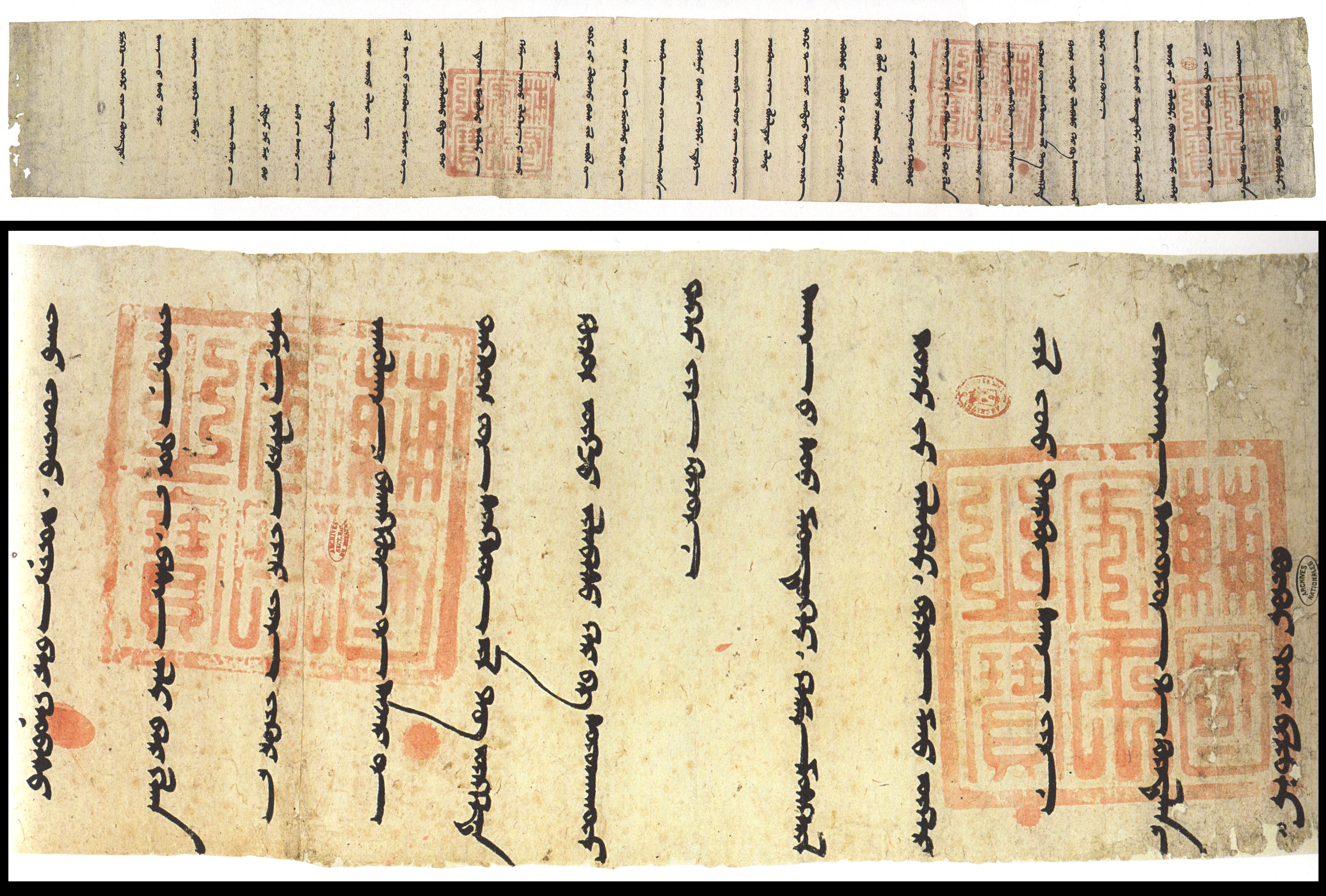
نامه آرگون خان پادشاه ایلخانی به فیلیپ چهارم پادشاه فرانسه در قرن ۱۳ میلادی به خط اویغوری

الفبای اویغوری، الفبایی است که در قرن ۱۲ میلادی توسط مردم آسیای میانه و به ویژه اویغورها استفاده می‌شد. گاه به این الفبا خطِ سوترا (به انگلیسی: sutra) می‌گویند. این خط همانند نوشته‌های کهن بر روی پاپیروس است. شمار بسیاری از متن‌های بودایی، مانوی، نسطوری و زرتشتی و نیز نوشته‌های غیر دینی چون نقش بر روی سکه‌ها، سنگنبشته‌ها و سندهای قانونی بدین خط نوشته شده‌اند. خط اویغوری افقی و از چپ به راست نوشته می‌شد، ولی شاید با تأثیر خط چینی بوده که این خط را به ریخت عمودی نیز نوشته‌اند، با این تفاوت که در چینی نخستین سطر در سوی راست صفحه نوشته می‌شد و در سغدی نخستین سطر را در سوی چپ صفحه می‌نوشتند. خط مغولی کنونی نیز هنوز همین شیوه نگارش عمودی خط اویغوری را به کار می‌برد.
در زمان چنگیزخان چون مغول‌ها هنوز کتابت به زبان خود نداشتند، خط اویغوری اولین خط رسمی حکومت‌های مغول شد. بعد از مسلمان شدن اویغورها، خط عربی جایگزین خط اویغوری گردید. شیوه بهبودیافته خط عربی امروزه به عنوان الفبای رسمی این زبان در منطقه خودمختار سین کیانگ اویغور شناخته شده و به شکل گسترده چه توسط مردم و چه توسط دولت منتسب از مرکز محلی استفاده می‌شود.

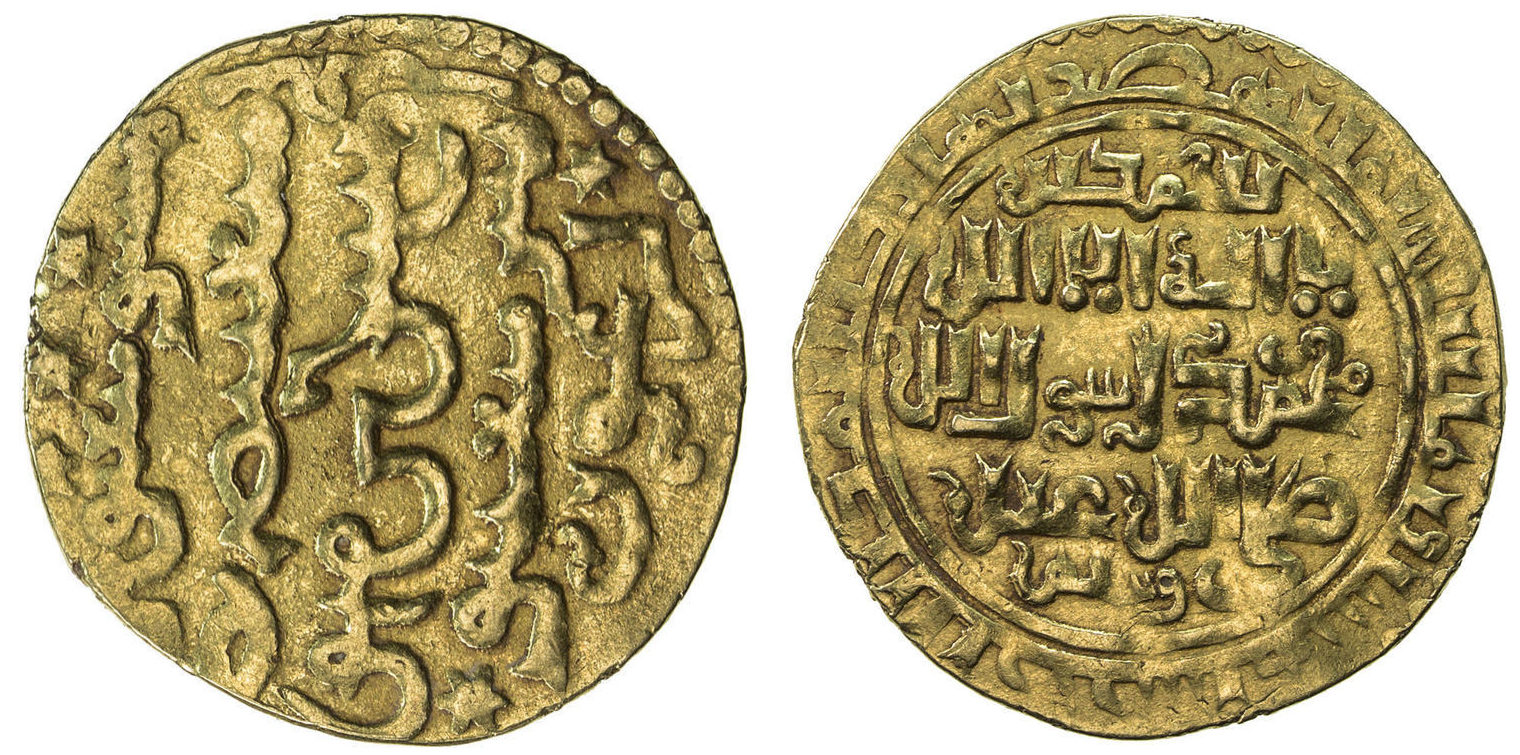
سکه ارغون خان؛ روی سکه بخط عربی و پشت آن بخط اویغوری ضرب شده.